# Кубок Украины по футболу 2005/2006
Кубок Украины по футболу 2005—2006 (укр. Кубок України з футболу 2005—2006) — 15-й розыгрыш Кубка Украины. Проводился с 1 августа 2005 года по 2 мая 2006 года. Победителем в восьмой раз стало киевское «Динамо», обыгравшее в финале запорожский «Металлург» со счётом 1:0.

## Участники
| Клубы высшей лиги: | Клубы первой лиги: | Клубы второй лиги: | Клубы второй лиги: |
| - «Арсенал» (Киев) - «Волынь» (Луцк) - «Ворскла» (Полтава) - «Динамо» (Киев) - «Днепр» (Днепропетровск) - «Закарпатье» (Ужгород) - «Ильичевец» (Мариуполь) - «Кривбасс» (Кривой Рог) - «Металлист» (Харьков) - «Металлург» (Донецк) - «Металлург» (Запорожье) - «Сталь» (Алчевск) - «Таврия» (Симферополь) - ФК «Харьков» - «Черноморец» (Одесса) - «Шахтер» (Донецк) | - ФК «Бершадь» - «Борисфен» (Борисполь) - «Газовик-Скала» (Стрый) - «Гелиос» (Харьков) - «Динамо-ИгроСервис» (Симферополь) - «Энергетик» (Бурштын) - «Заря» (Луганск) - «Карпаты» (Львов) - «Крымтеплица» (Молодёжное) - «Нефтяник» (Ахтырка) - «Оболонь» (Киев) - «Подолье» Хмельницкий - «Спартак» (Ивано-Франковск) - «Спартак» (Сумы) - «Сталь» (Днепродзержинск) - «ЦСКА» (Киев) | - «Арсенал» (Харьков) - «Буковина» (Черновцы) - «Верес» (Ровно) - «Газовик-ХГВ» (Харьков) - «Горняк» (Кривой Рог) - «Горняк-Спорт» (Комсомольск) - «Десна» (Чернигов) - «Днепр» (Черкассы) - «Днестр» (Овидиополь) - «Энергия» (Южноукраинск) - «Еднисть» (Плиски) - «Житычи» (Житомир) - МФК «Житомир» - «Звезда» (Кировоград) - «Княжа» (Счастливое) - «Кремень» (Кременчуг) - «Кристалл» (Херсон) - МФК «Николаев» - «Молния» (Северодонецк) | - «Нафком» (Бровары) - «Нефтяник» (Долина) - «Нива» (Тернополь) - МФК «Александрия» - ПФК «Александрия» - «Олимпик» (Донецк) - «Олком» (Мелитополь) - «Освита» (Боярка) - «Рава» (Рава-Русская) - «Рось» (Белая Церковь) - ПФК «Севастополь» - «Сокол» (Бережаны) - «Титан» (Армянск) - «Факел» (Ивано-Франковск) - «Химик» (Красноперекопск) - «Черногора» (Ивано-Франковск) - «Явор» (Краснополье) - «Ялос» (Ялта) |

## Предварительный этап
Матчи предварительного этапа состоялись 1 августа 2005 года.
| Команда 1                    | Счёт         | Команда 2             |
| ---------------------------- | ------------ | --------------------- |
| «Сокол» (Золочев)            | 0:0 (п. 6:7) | «Нефтяник» (Долина)   |
| «Житычи» (Житомир)           | 1:0          | МФК «Житомир»         |
| «Княжа» (Счастливое)         | 1:3 (д.в.)   | «Еднисть» (Плиски)    |
| «Ялос» (Ялта)                | 3:0          | ПФК «Севастополь»     |
| «Арсенал» (Харьков)          | 0:2          | «Явор» (Краснополье)  |
| «Горняк-Спорт» (Комсомольск) | 2:1          | «Кремень» (Кременчуг) |

## 1/32 финала
Матчи 1/32 финала состоялись 13 и 14 августа 2005 года.
| Команда 1                     | Счёт         | Команда 2                         |
| ----------------------------- | ------------ | --------------------------------- |
| 13 августа 2005               |              |                                   |
| «Рава» (Рава-Русская)         | 1:0          | «Гелиос» (Харьков)                |
| «Десна» (Чернигов)            | 2:5          | «Шахтёр» (Донецк)                 |
| «Факел» (Ивано-Франковск)     | 0:1          | «Спартак» (Сумы)                  |
| «Нива» (Тернополь)            | 1:3          | «Черноморец» (Одесса)             |
| «Освита» (Бородянка)          | 0:3          | ФК «Харьков»                      |
| «Верес» (Ровно)               | 2:1          | «Энергетик» (Бурштын)             |
| «Черногора» (Ивано-Франковск) | 1:4          | «Волынь» (Луцк)                   |
| «Нефтяник» (Долина)           | 1:0          | «Борисфен» (Борисполь)            |
| «Житычи» (Житомир)            | 0:1          | «Сталь» (Днепродзержинск)         |
| МФК «Николаев»                | 1:2          | «Металлург» (Запорожье)           |
| «Кристалл» (Херсон)           | 0:5          | «Динамо» (Киев)                   |
| «Горняк» (Кривой Рог)         | 2:3          | «Карпаты» (Львов)                 |
| «Титан» (Армянск)             | 1:2          | «Ильичёвец» (Мариуполь)           |
| «Рось» (Белая Церковь)        | 0:2          | «Кривбасс» (Кривой Рог)           |
| «Олком» (Мелитополь)          | 0:1          | «Закарпатье» (Ужгород)            |
| «Днестр» (Овидиополь)         | 2:3          | «Металлист» (Харьков)             |
| «Звезда» (Кировоград)         | 0:2          | «Спартак» (Ивано-Франковск)       |
| «Энергия» (Южноукраинск)      | 1:5          | «Сталь» (Алчевск)                 |
| «Еднисть» (Плиски)            | 0:3          | «Ворскла» (Полтава)               |
| «Химик» (Красноперекопск)     | 3:2          | ФК «Бершадь»                      |
| «Ялос» (Ялта)                 | 1:0          | «Подолье» (Хмельницкий)           |
| «Нафком» (Бровары)            | 3:3 (п. 2:4) | «Нефтяник-Укрнафта» (Ахтырка)     |
| «Днепр» (Черкассы)            | 0:0 (п. 4:2) | «Оболонь» (Киев)                  |
| «Газовик-ХГД» (Харьков)       | 0:4          | «Таврия» (Симферополь)            |
| МФК «Александрия»             | 0:6          | «Арсенал» (Киев)                  |
| «Горняк-Спорт» (Комсомольск)  | 2:1          | «Динамо-ИгроСервис» (Симферополь) |
| «Явор» (Краснополье)          | 0:3          | «Газовик-Скала» (Стрый)           |
| «Олимпик» (Донецк)            | 2:3          | «Крымтеплица» (Молодёжное)        |
| «Молния» (Северодонецк)       | -:+          | «Металлург» (Донецк)              |
| «Буковина» (Черновцы)         | +:-          | «Заря» (Луганск)                  |
| 14 августа 2005               |              |                                   |
| ПФК «Александрия»             | 1:2          | «Днепр» (Днепропетровск)          |

## 1/16 финала
Матчи 1/16 финала состоялись 21 сентября 2005 года.
| Команда 1                     | Счёт         | Команда 2                |
| ----------------------------- | ------------ | ------------------------ |
| «Карпаты» (Львов)             | 1:0          | «Черноморец» (Одесса)    |
| «ЦСКА» (Киев)                 | 0:1          | «Металлург» (Донецк)     |
| «Спартак» (Ивано-Франковск)   | 0:7          | «Динамо» (Киев)          |
| «Сталь» (Днепродзержинск)     | 3:1          | «Волынь» (Луцк)          |
| «Нефтяник-Укрнафта» (Ахтырка) | 2:3          | «Сталь» (Алчевск)        |
| «Газовик-Скала» (Стрый)       | 2:0          | ФК «Харьков»             |
| «Спартак» (Сумы)              | 1:4          | «Металлург» (Запорожье)  |
| «Крымтеплица» (Молодёжное)    | 1:3          | «Шахтёр» (Донецк)        |
| «Рава» (Рава-Русская)         | 0:2          | «Днепр» (Днепропетровск) |
| «Днепр» (Черкассы)            | 1:2          | «Металлист» (Харьков)    |
| «Буковина» (Черновцы)         | 0:1          | «Арсенал» (Киев)         |
| «Верес» (Ровно)               | 2:2 (п. 5:3) | «Закарпатье» (Ужгород)   |
| «Горняк-Спорт» (Комсомольск)  | 0:2          | «Ворскла» (Полтава)      |
| «Нефтяник» (Долина)           | 0:4          | «Таврия» (Симферополь)   |
| «Химик» (Красноперекопск)     | 2:3          | «Кривбасс» (Кривой Рог)  |
| «Ялос» (Ялта)                 | 0:1          | «Ильичёвец» (Мариуполь)  |

## 1/8 финала
Матчи 1/8 финала состоялись 26 октября 2005 года.
| Команда 1                 | Счёт | Команда 2                |
| ------------------------- | ---- | ------------------------ |
| «Карпаты» (Львов)         | 1:0  | «Шахтёр» (Донецк)        |
| «Динамо» (Киев)           | 1:0  | «Металлист» (Харьков)    |
| «Сталь» (Алчевск)         | 1:2  | «Металлург» (Донецк)     |
| «Ворскла» (Полтава)       | 2:0  | «Днепр» (Днепропетровск) |
| «Газовик-Скала» (Стрый)   | 0:1  | «Ильичёвец» (Мариуполь)  |
| «Кривбасс» (Кривой Рог)   | 2:0  | «Таврия» (Симферополь)   |
| «Сталь» (Днепродзержинск) | 0:2  | «Арсенал» (Киев)         |
| «Верес» (Ровно)           | 2:4  | «Металлург» (Запорожье)  |

## Четвертьфинал
Матчи четвертьфинала состоялись 13 и 23 ноября, 13—14 декабря 2005 года.
| Команда 1               | Счёт | Команда 2               |
| ----------------------- | ---- | ----------------------- |
| 13 ноября 2005          |      |                         |
| «Динамо» (Киев)         | 2:0  | «Металлург» (Донецк)    |
| 23 ноября 2005          |      |                         |
| «Карпаты» (Львов)       | 1:0  | «Ворскла» (Полтава)     |
| 13 декабря 2005         |      |                         |
| «Ильичёвец» (Мариуполь) | 2:0  | «Арсенал» (Киев)        |
| 14 декабря 2005         |      |                         |
| «Металлург» (Запорожье) | 3:0  | «Кривбасс» (Кривой Рог) |

## Полуфинал
Полуфиналы состояли из двух матчей. Первые матчи состоялись 22 марта 2006 года, ответные — 12 апреля.
| Команда 1               | Итог | Команда 2               | 1-й матч | 2-й матч |
| ----------------------- | ---- | ----------------------- | -------- | -------- |
| «Карпаты» (Львов)       | 0:3  | «Динамо» (Киев)         | 0:2      | 0:1      |
| «Металлург» (Запорожье) | 3:2  | «Ильичёвец» (Мариуполь) | 2:1      | 1:1      |

### Первые матчи
| «Карпаты» (Львов) | 0:2             | «Динамо» (Киев)           |
| ----------------- | --------------- | ------------------------- |
|                   | протокол (укр.) | 32′ Гусев · 57′ Милевский |

| «Металлург» (Запорожье)   | 2:1             | «Ильичёвец» (Мариуполь) |
| ------------------------- | --------------- | ----------------------- |
| Алиев 61′ · Любарский 73′ | протокол (укр.) | 53′ Конюшенко           |

### Ответные матчи
| «Динамо» (Киев) | 1:0             | «Карпаты» (Львов) |
| --------------- | --------------- | ----------------- |
| Клебер 6′       | протокол (укр.) |                   |

| «Ильичёвец» (Мариуполь) | 1:1             | «Металлург» (Запорожье) |
| ----------------------- | --------------- | ----------------------- |
| Гай 68′                 | протокол (укр.) | 31′ Модебадзе           |

## Финал
| «Динамо» (Киев) | 1:0      | «Металлург» (Запорожье) |
| --------------- | -------- | ----------------------- |
| Клебер 47′      | протокол |                         |

| Обладатель Кубка Украины 2005/06 |
| -------------------------------- |
| «Динамо» (Киев) 8-й титул        |

## Бомбардиры
|    | Игрок              | Клуб                    | Игры | Голы (пен.) |
| -- | ------------------ | ----------------------- | ---- | ----------- |
| 1  | Клебер             | «Динамо» (Киев)         | 5    | 5           |
| 2  | Алексей Гай        | «Ильичёвец»             | 6    | 4           |
| 3  | Андрей Дева        | «Княжа»                 | 3    | 3           |
| 4  | Дмитрий Бровкин    | «Ворскла»               | 4    | 3           |
| 5  | Батиста            | «Карпаты»               | 5    | 3           |
| 5  | Сергей Нагорняк    | «Металлург» (Запорожье) | 5    | 3           |
| 7  | Артём Милевский    | «Динамо» (Киев)         | 6    | 3           |
| 8  | Роман Войнаровский | «Крымтеплица»           | 2    | 2           |
| 9  | Руслан Ермоленко   | «Сталь» (Алчевск)       | 2    | 2 (1)       |
| 10 | Мирко Селак        | «Металлург» (Запорожье) | 3    | 2           |